# Mette Hønningen
Inge Mette Hønningen (født 3. oktober 1944 på Frederiksberg) er en internationalt kendt dansk balletdanser. Hun spillede hovedrollen i filmen Ballerina i 1966. Hun blev uddannet på det Kongelige Teaters Balletskole, hvorefter hun dansede ved den Kongelige Ballet frem til 1992. Hun har desuden deltaget i Flemming Flindts Enetime i 1964, Etudes i 1970, Romeo og Julie i 1974 i Wittness i 1986, der var lavet til hende.
Hønningen blev udnævnt til ridder af Dannebrogordenen i 1974, og hun modtog Tagea Brandts Rejselegat i 1976.